# ザアタル

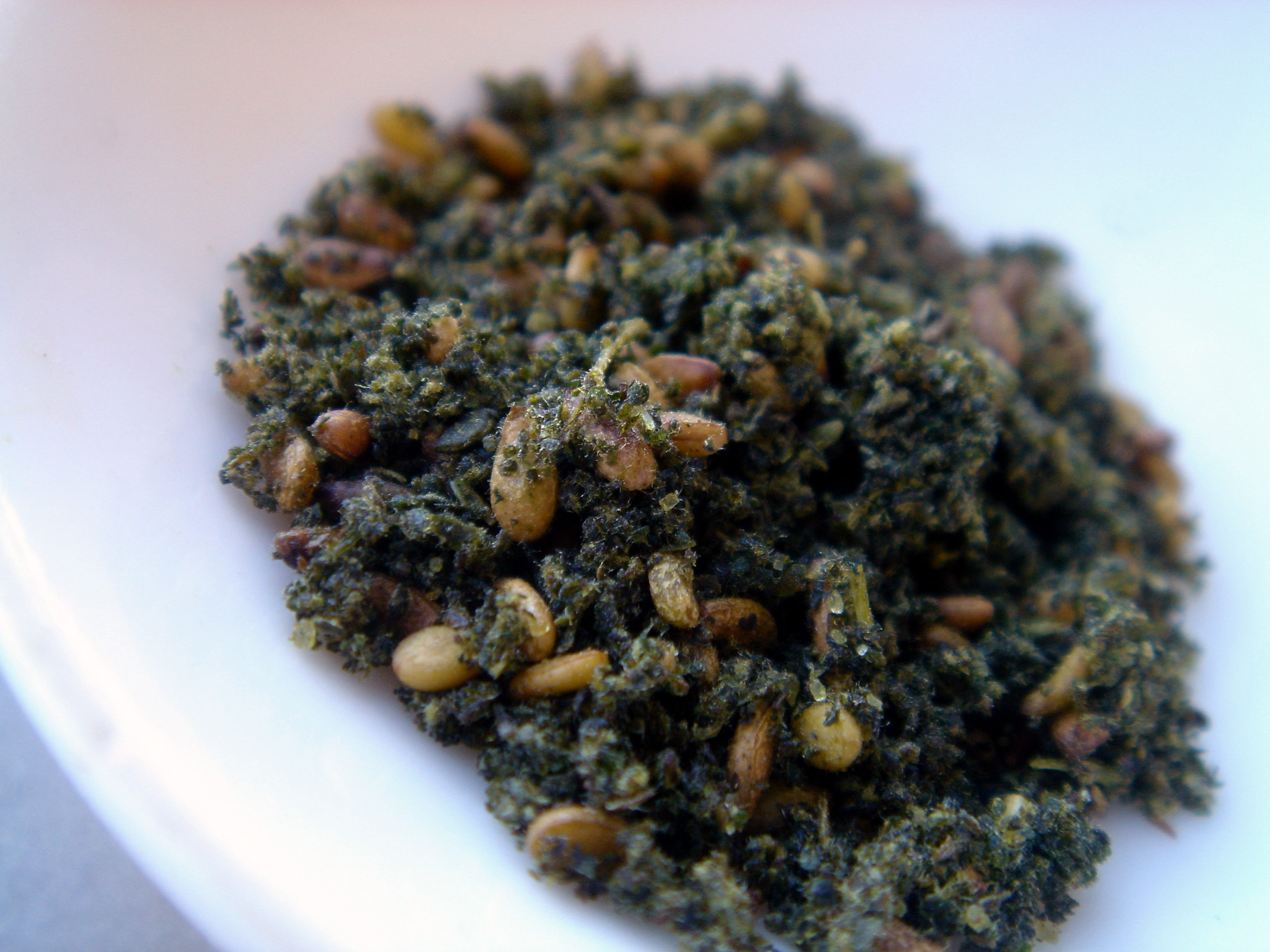
ヒソップ、スマック、ゴマ、塩をまぜたザアタル。

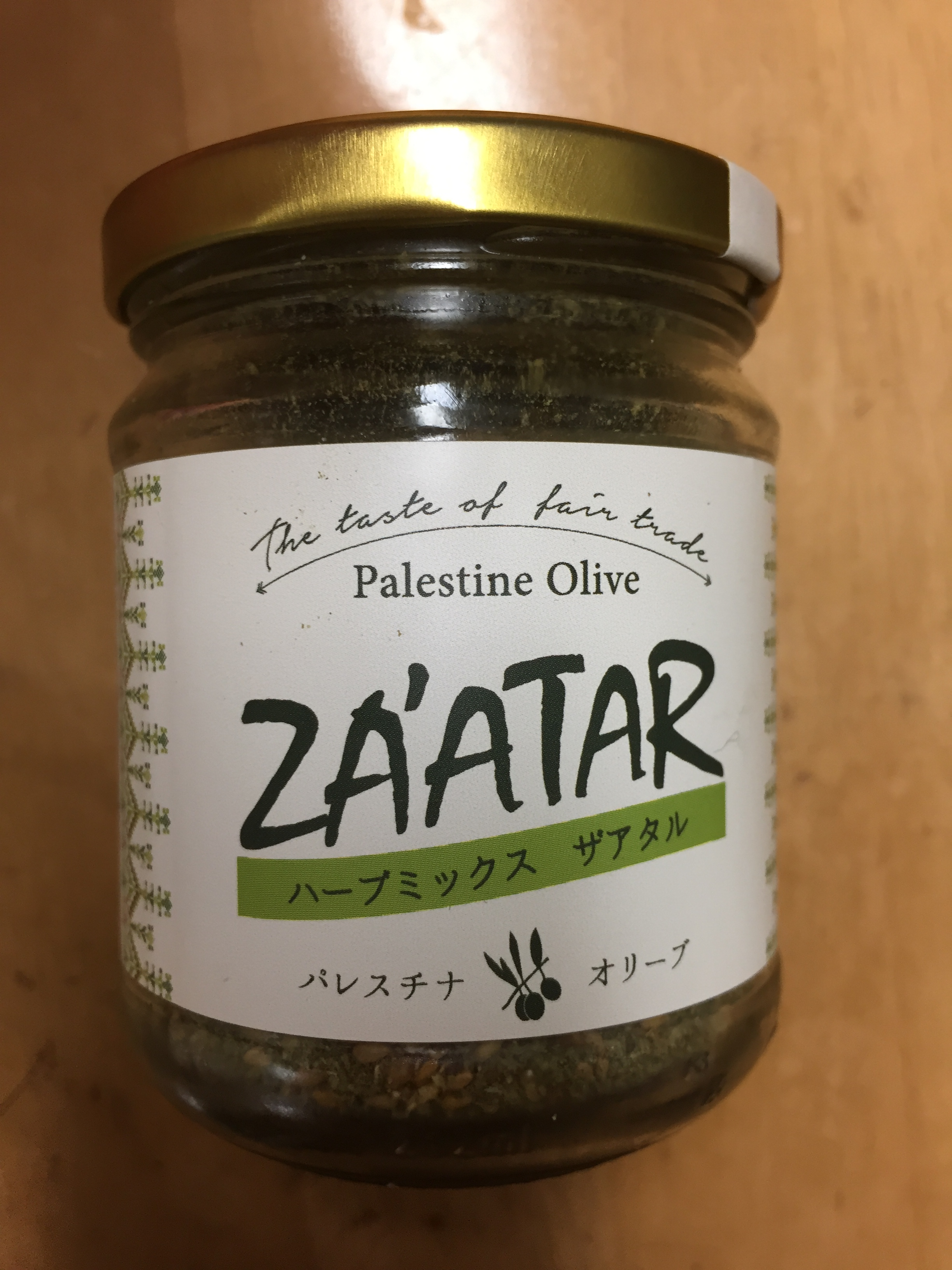
日本で売られているザアタルの瓶

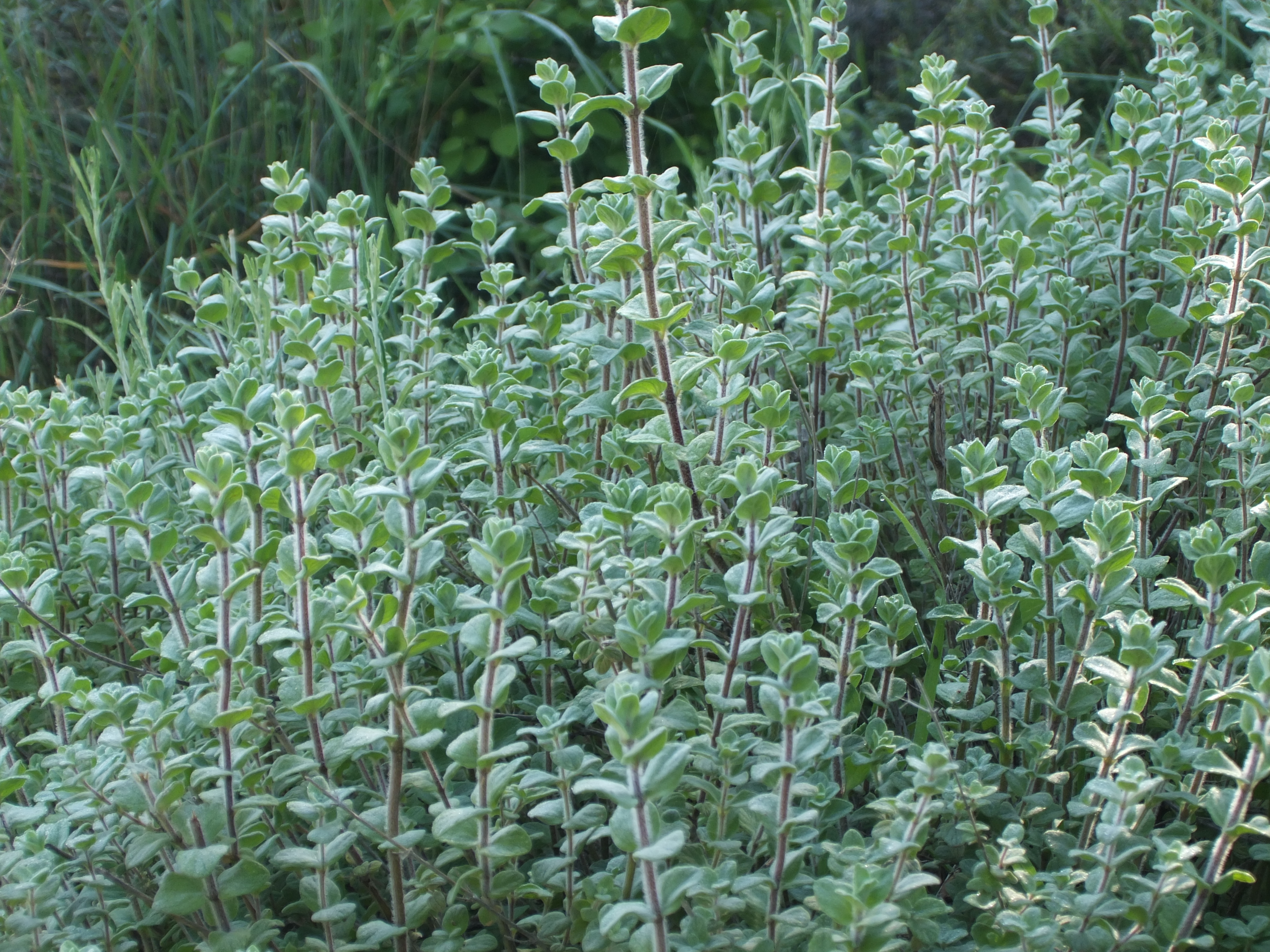
春のOriganum syriacum

ザアタルあるいはザータル（アラビア語: زَعْتَر, IPA: [ˈzaʕtar]）はオレガノ（Origanum）、バジルタイム（Calamintha）、タイム（Thymus）、セイボリー（Satureja）など、種類が近い中東のハーブ品種を総称的に呼ぶ言葉である。ザアタルという名称はOriganum syriacum（シリアンオレガノ）を指す時にもっともよく使われ、これは聖書研究においてはタナハのヒソップ （ヘブライ語: אזוב [eˈzov]）を指すものだと考えられている。また、乾燥させたヒソップの葉にゴマ、乾燥させたスマック、塩その他のスパイスをまぜて作る調味料もザアタルと呼ばれる。レヴァント料理で主に使われるものであるが、ザアタルはハーブもミックススパイスも中東一帯で人気があり、パレスチナ、ヨルダン、シリア、レバノン、イラク、エジプト、サウジアラビア、モロッコ、リビア、アルジェリア、アルメニア、トルコ、チュニジア、イスラエルなどで使われている。

## 語源

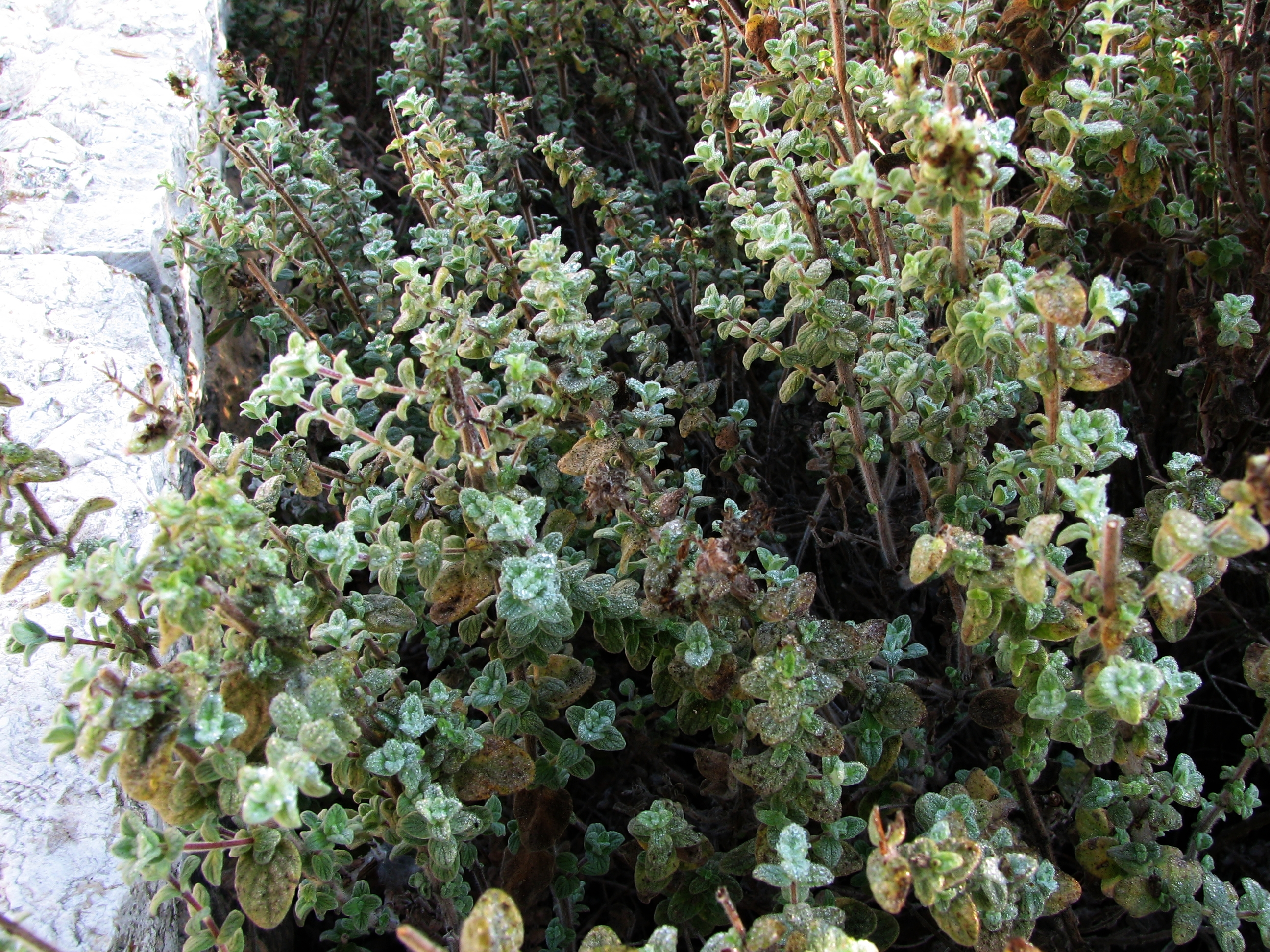
エルサレムに生えているザアタルの低木

ミックススパイスとしてのザアタルを指す決定的な最古の記録となるような歴史的文書は残っていないが、イェール大学バビロニアンコレクションにある文書にはミックススパイスに関する曖昧な言及が見受けられる。アッカド語の単語で"sarsar"と読めるものがあり、これはスパイスとなる植物を指しているのかもしれないと考えられており、シリア語の"satre"やアラビア語の"za'atar"あるいは"sa'tar"と関連するかもしれず、またラテン語の"Satureia"の語源である可能性もある。

## ザアタルと呼ばれる植物
ザアタルという言葉はさまざまなハーブを指すのに用いられることがある。"Satureia"（Satureja）はセイボリーの一種であるSatureja thymbraの俗称で、この植物は地域により「ペルシアのザアタル」、「ローマのザアタル」、「ヨーロッパのザアタル」などと呼ばれることがある。現代ヘブライ語では「ザアタル」がアラビア語からの借用語として使われている。
Thymus capitatus （別名Satureja capitata）はレヴァントや地中海中東地域の丘陵部一帯に自生するタイムの一種である。タイムは「パレスチナと強力に結びついている」植物であり、スパイスミックスのザアタルはパレスチナではよく食べられている。 Thymbra spicataはギリシャやイスラエルあたりを原産地とする植物で、北アメリカでもシリア系、パレスチナ系、レバノン系などの移民がザアタルを作るため1940年代から育てている。
「野生のザアタル」(アラビア語:za'atar barri)と呼ばれる植物としてOriganum vulgareがあり、他にもヨーロッパオレガノ、オレガノ、ポットマジョラム、ワイルドマジョラム、ウィンターマジョラム、ウィンタースウィートなどの通称がある。この植物はレバノン、シリア、ヨルダン、イスラエル、パレスチナではたいへんありふれたもので、地元の人々は地域特有のミックススパイスを作るために使っている。
この他、アラビア語でザアタルと呼ばれることのあるハーブのラテン語学名としてはOriganum syriacum （バイブルヒソップ、アラビックオレガノ、ワイルドマジョラムなどとも呼ばれる）やOriganum majorana（スウィートマジョラム）などがある。オレガノもマジョラムもシソ科に属する近縁の地中海植物であり、あまり区別なく使われる。

## ミックススパイス

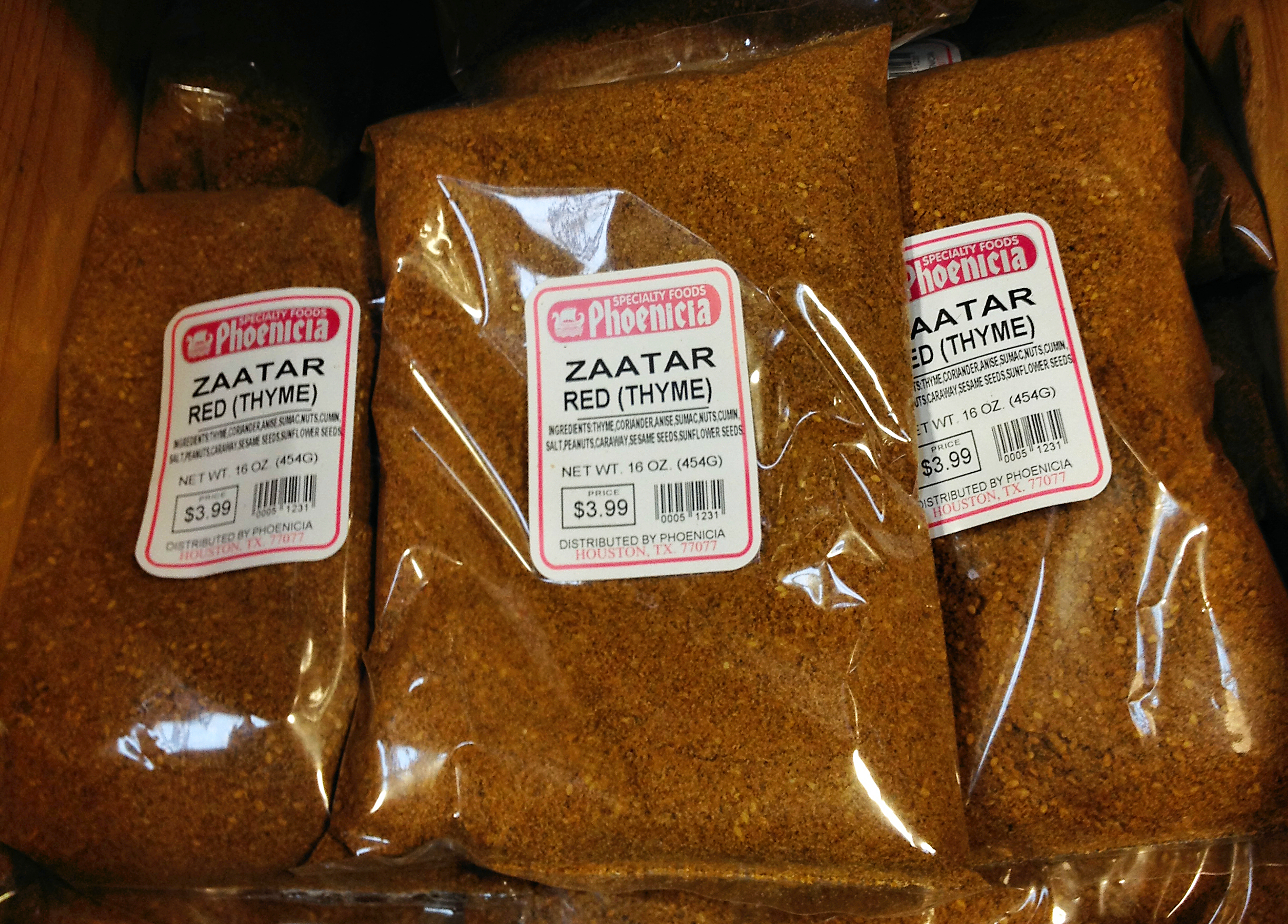
スマックベリーを含む赤いザアタル

加工を加えた調味料としてのザアタルは通常、乾燥させて細かくしたタイム、オレガノ、マジョラムのいずれかを混ぜ、それに焼いたゴマ、塩を加えるものであり、スマックなど他のスパイスを加えることもある。市販されているものについてはあぶった小麦粉を使っていることもある。伝統的には、肥沃な三日月地帯、イラク、アラビア半島一帯の主婦は独自の自家製ザアタルを作っていたが、北アフリカではザアタルはあまり知られていなかった。モロッコでは、ザアタルミックスの消費は時としてアンダルシア系（フェズの住民の多くがそうであった）の家庭の特徴だとされることがある。スパイスミックスのレシピはしばしば秘密にされており、娘などの親戚にすら教えないことがあった。こうした習慣が一般的に広まっていたため、中東や北アフリカの料理について記録をしている西洋人は、使われているさまざまなスパイスの名前を特定するのが難しい一因として、この秘密主義をあげている。
セイボリー、クミン、コリアンダー、フェンネルシードなどを使うこともある。パレスチナ特有のレシピのひとつではキャラウェイシードを加えることがあり、レバノンではスマックベリーを加えて特徴的な暗い赤色にすることがある。バハラット(エジプト料理の典型的なミックススパイスで、粉にしたシナモン、クローブ、オールスパイスやバラのつぼみを使う)などアラブ世界でよく使われている他のミックススパイス同様、ザアタルは非常に抗酸化作用が強い。

## 歴史
確実に古代の名称がわかっているわけではないが、植物としてのザアタルが古代エジプトで知られ、使用されていた証拠はある。現在、調味料としてのザアタルを作る時に使う種のひとつであるThymbra spicataの痕跡がトゥトアンクアメンの墓所で見つかっており、ペダニウス・ディオスコリデスによると、この種は古代エジプト人の間で"saem"として知られていた。
大プリニウスは、紀元1世紀にパルティア王が使っていたRegale Unguentum （「王の香料」）の材料のハーブをmaronと呼んでいる。これは英語では一般的にmarumだと解釈されており、オクスフォード英語大辞典によるとThymus mastichinaかTeucrium marumだと考えられるが、アンドルー・ダルビーはこれをOriganum syriacumだと考え、ザアタルと訳している。
ユダヤの伝統では、サアディア・ベン・ヨセフ（942年没）、アブラハム・イブン・エズラ（1164年頃没）、マイモニデス（モーシェ・ベン＝マイモーン、1135–1204）、オバディア・ベン・アブラハム（1465–1515）はタナハで言及されているエゾヴ（ヘブライ語: איזוב）はアラビア語の「ザアタル」だとしていた。エゾヴあるいはザアタルは、とくに『民数記』に出てくる赤い雌牛の灰を使って行うものや（民数記19:6）、『民数記』や『レビ記』に出てくる体の穢れの処置など（レビ記14:4, 6, 51-52;民数記20:18）、浄めの儀式と結びつけられている。『出エジプト記』によると、イスラエルの子らが虐待を逃れてエジプトを去る前、家の扉の側柱に過越の生け贄の血を塗るためエソヴ/ザアタルの茎の塊を用いたと言われている（出エジプト記12:22）。ダビデ王は『詩篇』でこのハーブの浄めの力に触れている（詩篇51:7）。
エゾヴあるいはザアタルは、同時のユダヤの食材として紀元2世紀のミシュナーに登場する（'Uktzin 2:2）。12世紀に、 スペイン、モロッコ、エジプトに住んだことのあるラビで医者でもあったマイモニデスは、当時の料理で確認されているザアタル（צעתר, صعتر）の使い方を書き残しており、「トーラーに書かれているエゾヴは今、家を持っている人たちが食べたりシチューの調味に使ったりしているエゾヴのことである」と記載している（Mishneh Torah, Parah Adumah 3:2）。
他のスパイスソルトと同様、ザアタルは中世から現在までアラブ料理の定番である。ザアタルはパレスチナ人にとって歴史的に重要なものであり、ザアタルがあることをパレスチナの家庭のしるしと考えている者もいるほどである。パレスチナ難民にとって、ザアタルのような植物や食物は家、村、出身地域を象徴するものとなっている。
ザアタルは昔からアラブ系のパン屋で主に使われていたが、今ではイスラエル料理でもよく使われるハーブである。イスラエルの企業の中には、ザアタルを「ヒソップ」あるいは「ホーリーヒソップ」として市販しているところもある。Hyssopus officinalisはイスラエルに自生しないが、Origanum vulgareは非常にありふれた植物である。
収穫のしすぎにより、ザアタルがイスラエルで絶滅の危機に瀕していることがわかったため、1977年にイスラエルの法により、ザアタルは絶滅危惧種として保護されることになった。違反者には罰金が科せられる。イスラエルのアラブ系住民は伝統的に野生のハーブを摘んで使っていたが、この法を「ほとんど反アラブ主義的だ」と述べている。野生のザアタルを摘むことに対する禁令はヨルダン川西岸地区でも施行されている。2006年には摘んだザアタルがイスラエル国防軍によりチェックポイントで没収された。

## 料理

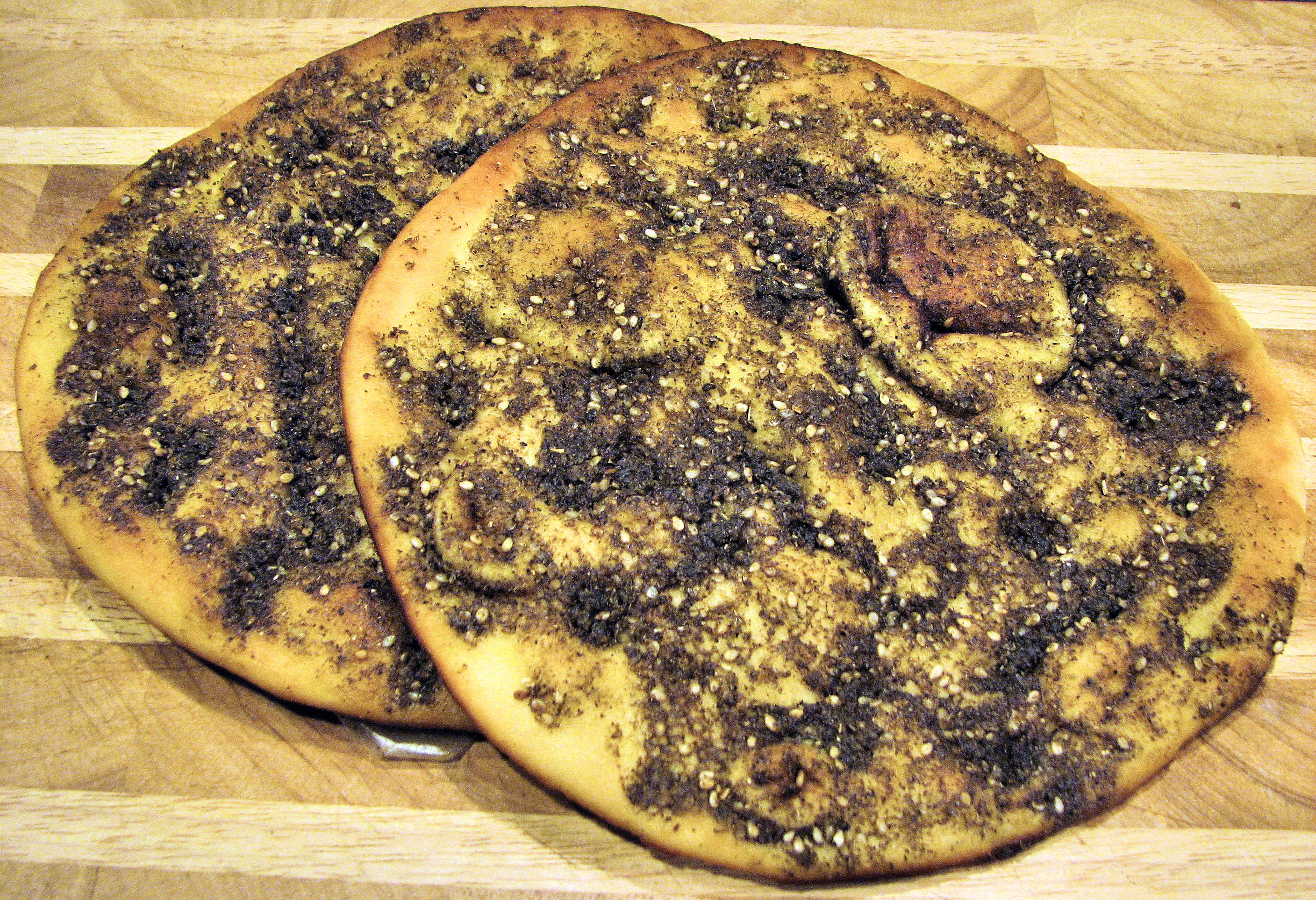
ザアタルがのったマナキーシュ

伝統的には、ザアタルは日干しにし、塩、ゴマ、スマックなどと混ぜる。ピタと一緒に食べることが多く、まずピタをオリーヴオイルにひたし、それからザアタルをつける。乾燥させたザアタルをオリーヴオイルで湿らせ、パン生地の上に塗ってパンとして焼くとマナキーシュ・ビ・ザアタルと呼ばれるピザのような形のパンになる。中東のパン屋や屋台は、やわらかいゴマパンであるカアクにザアタルのディップやフィリングを添えて売っている。
ザアタルは肉や野菜の味付けに使ったり、フムスにまぶしたりすることもある。ヨルダン、パレスチナ、イスラエル、シリア、レバノンその他のアラブ地域では、ラブネ（ヨーグルトを水切りして作る、ピリっとした風味のあるクリームチーズ状の乳製品）、パン、オリーヴオイルと一緒に朝食に食べることもある。レバノン料理ではラブネに塩を振って干したボール状のチーズであるシャンクリッシュが食べられているが、これの外側にコーティングとしてザアタルをまぶすことがある。
スパイスミックスではなく、生のハーブとしてのザアタルもさまざまな料理に使われる。アラブ地域でよく食べられているペイストリーのブレクにはさまざまな材料を詰めるが、ザアタルを入れることもある。生のザアタルの葉をサラダに使うこともある。
オマーンの伝統的な飲料で、湧かした湯にザアタルを浸してハーブティにすることがある。

## 民間医療
古来、中東の人々はザアタルは体に入った寄生虫の減少・根絶に使えると考えていた。
レヴァントでは、ザアタルを摂ると心が機敏に、体は強くなると信じられていた。このため、子供は試験を受けたり、学校に行ったりする前には、朝食にザアタルをはさんだパンを食べるのがよいとされていた。しかしながら、これはレバノン内戦の際、食料の供給は減ったがザアタルはたくさんあったので、ザアタルの摂取を奨励するためにでっち上げられた話だとも信じられている。医者だったマイモニデスは健康を促進するとしてザアタルを処方していた。

## 政治問題・文化問題
1977年、イスラエルの当時のシャロン農水相は、野生のザアタルを自然保護法における絶滅危惧種および保護対象種とし、イスラエル国内での野生のザアタルの採取・所持・取引を禁止した。その結果、野生のザアタルを摘んでいたり運んでいたりするのを土地収用機関・利用期間であるユダヤ人国家基金（KKL）の職員に発見されれば、多額の罰金や収容、厳しい取り調べを受ける。しかし、パレスチナ人の間ではそれまで自家でザアタルを栽培することは一般的でなく、野草のザアタルを摘んで食するのが長年の習慣であった。また、外ならぬユダヤ人入植地の拡大により自棲域が縮小している面があるものの、ザアタル採取は長年続いてきたことであり、採りつくすような摘み方をするものでもなかった。そのため、単なる文化的無理解ではなく特段の意図があるとする見方も強い。これに反発あるいは抵抗してザアタル摘みを試みるパレスチナ人も多い。
この採取禁止はパレスチナ人の土地利用を事実上制限し、自己居住地以外の土地利用や収益化の決定権がすべて国家側に帰属することをパレスチナ人側に自然視させていこうとする試みとする見方も強い。現実的にも、野草であったザアタルがユダヤ人農場で大量栽培される商品作物となり、パレスチナ人も金銭を出して購入するということが生じている。単なる野草の問題として矮小化してみるユダヤ人がいる一方、先住者の伝統的な生活の尊厳を認めずにユダヤ人入植者の都合を当然視する「入植者植民地主義」の現れとみる見方も強い。本来パレスチナ・レバノンの伝統的な料理に使われていたはずのザアタルがイスラエルの代表的スパイスとして米国その他に輸出されるなど、別概念で上塗りすることによって、世界の目からパレスチナ文化の存在を抹消しようとするものとの、政治的・文化的な不安感を抱くパレスチナ人も多い。
2005年からは、野草ながら高価なアックーブ（和名：グンデリアアザミ。アーチチョークに相応）もこの対象となった。また、英国のフードライターのフィオナ・ロスによれば、ヨルダン川西岸地区内でのザアタルの採取に対する規制も施行されているという。